# Рижавська сільська рада
Ри́жавська сільська́ ра́да — адміністративно-територіальна одиниця та орган місцевого самоврядування в Уманському районі Черкаської області. Адміністративний центр — село Рижавка.

## Загальні відомості
- Населення ради: 1 025 осіб (станом на 2001 рік)

## Населені пункти
Сільській раді підпорядковані населені пункти:
- с. Рижавка

## Склад ради
Рада складається з 12 депутатів та голови.
- Голова ради: Бондарук Віктор Адамович
- Секретар ради: Ямкова Ганна Володимирівна

### Керівний склад попередніх скликань
| Прізвище, ім'я, по батькові | Основні відомості                                                         | Дата обрання | Дата звільнення |
| --------------------------- | ------------------------------------------------------------------------- | ------------ | --------------- |
| Бондарук Віктор Адамович    | Сільський голова, 1959 року народження, освіта вища, безпартійний         | 26.03.2006   | 31.10.2010      |
| Бондарук Віктор Адамович    | Сільський голова, 1959 року народження, освіта вища, член Партії регіонів | 31.10.2010   |                 |

Примітка: таблиця складена за даними сайту Верховної Ради України

### Депутати
За результатами місцевих виборів 2010 року депутатами ради стали:

#### За суб'єктами висування
| Суб'єкт висування | Кількість обраних депутатів | %   |
| ----------------- | --------------------------- | --- |
| Партія регіонів   | 12                          | 100 |

#### За округами
| № округу        | Прізвище, ім'я, по батькові  | Дата визнання обраним | Освіта             | Партійна приналежність | Відомості про обраного депутата                             |
| --------------- | ---------------------------- | --------------------- | ------------------ | ---------------------- | ----------------------------------------------------------- |
| Партія регіонів |                              |                       |                    |                        |                                                             |
| 1               | Ямкова Анна Володимирівна    | 31.10.2010            | середня спеціальна | позапартійна           | Рижавська сільська рада, секретар                           |
| 2               | Буженко Ніна Федорівна       | 31.10.2010            | середня спеціальна | позапартійна           | Рижавка, підприємець                                        |
| 3               | Кукуруза Павло Михайлович    | 31.10.2010            | вища               | позапартійний          | ММВКс. Рижавка, майстер ММВК                                |
| 4               | Квашук Оксана Миколаївна     | 31.10.2010            | вища               | позапартійна           | загальноосвітня школа с. Рижавка, директор ЗОШ              |
| 5               | Макаренко Іван Парфентійович | 31.10.2010            | середня            | позапартійний          | ПрАД "Максимко"с. Рижавка, завгоспПрАД «Максимко»           |
| 6               | Руденко Ольга Георгіївна     | 31.10.2010            | середня спеціальна | позапартійна           | Рижавськасільськарада, спеціаліст                           |
| 7               | Пташник Анна Іванівна        | 31.10.2010            | вища               | позапартійна           | СБК с. Рижавка, директор СБК                                |
| 8               | Загранична Любов Миколаївна  | 31.10.2010            | середня спеціальна | позапартійна           | Рижавське відділеннязв'язку, завідувачка відділення зв'язку |
| 9               | Платмір Ніна Олександрівна   | 31.10.2010            | вища               | позапартійна           | тимчасово не працює                                         |
| 10              | Польська Любов Борисівна     | 31.10.2010            | середня спеціальна | позапартійна           | пенсіонер                                                   |
| 11              | Хвиль Олександр Васильович   | 31.10.2010            | вища               | позапартійний          | загальноосвітня школа с. Рижавка, вчитель                   |
| 12              | Крутченко Володимир Іванович | 31.10.2010            | вища               | позапартійний          | ММВК с. Рижавка, директор ММВК                              |